# Los bañeros más locos del mundo
Los bañeros más locos del mundo es una película argentina cómica de 1987 dirigida por Carlos Galettini y protagonizada por Emilio Disi, Alberto Fernández de Rosa, Gino Renni y Berugo Carámbula. Es la tercera película de la saga de La Brigada Explosiva, e inició a su vez una nueva saga, siendo sucedida por Bañeros II: La Playa Loca (1989) y Bañeros 3: Todopoderosos (2006). Se estrenó el 5 de febrero de 1987.

## Sinopsis
En esta película los integrantes de la Brigada Z son asignados a custodiar un evento al cual asiste el presidente de la nación, pero nuevamente su torpeza causa un disparatado desastre, luego de lo cual el Sargento Mario "Vinagre" Jorobatti procede a darles vacaciones forzadas, para de esta manera sacárselos de encima durante un tiempo. Así, los cuatro agentes parten rumbo a Mar del Plata, pero en el camino sufren el robo de todo su dinero. Una vez instalados en Mar del Plata, tratan de conseguir cualquier trabajo para poder pasar sus ansiadas vacaciones. Aunque sin proponérselo, se verán involucrados en una nueva misión para desbaratar a una peligrosa banda de asaltantes.

## Reparto
| Actor                     | Personaje                          |
| ------------------------- | ---------------------------------- |
| Emilio Disi               | Emilio                             |
| Alberto Fernández de Rosa | Alberto "Paco" Rosales             |
| Gino Renni                | Gino Foderone                      |
| Berugo Carámbula          | Berugo "Benito" Gilglins           |
| Mónica Gonzaga            | Victoria                           |
| Horacio Ranieri           | Nicolás                            |
| Adrián Martel             | León                               |
| Mario Castiglione         | Sargento Mario "Vinagre" Jorobatti |
| Jorge Montejo             | Paolo "El Rockero"                 |
| Juan Carlos De Seta       | Padre de Susy                      |
| Carlitos Scazziotta       | Mozo de la pista de patinaje       |
| Nora Cullen               | Automovilista zombie               |
| Patricia Solia            | Susy                               |
| Susana Torales            | Enfermera                          |
| Sandra Domínguez          | Ladrona                            |

## Reestreno en versión HD
El 9 de enero de 2014 Los bañeros más locos del mundo fue relanzada en los cines argentinos, en una versión remasterizada digitalmente e incluyendo escenas en 3D.